# Lazî, Rojneativ
Lazî (în ucraineană Лази) este un sat în comuna Iasen din raionul Rojneativ, regiunea Ivano-Frankivsk, Ucraina.

## Demografie
Componența lingvistică a localității Lazî
     Ucraineană (100%)
Conform recensământului din 2001, toată populația localității Lazî era vorbitoare de ucraineană (100%).